# El Hadi Belaid
 (février 2019).
El Hadi Belaid est un footballeur algérien né le 22 avril 1983 à Kouba dans la banlieue d'Alger. Il évolue au poste de défenseur au RC Arbaâ.

## Biographie
El Hadi Belaid évolue en Division 1 avec les clubs du RC Arbaâ, de l'ASM Oran, et de l'USM Blida.
Il joue plus de 100 matchs en première division algérienne entre 2013 et 2018.

## Palmarès
- Vice-champion d'Algérie de Ligue 2 en 2013 avec le RC Arbaâ
- Vice-champion d'Algérie de Ligue 2 en 2017 avec l'USM Blida
- Accession en Ligue 2 en 2012 avec le RC Arbaâ
- Accession en DNA (D3) en 2011 avec le RC Arbaâ